# Cerezo de Abajo
Cerezo de Abajo est une commune de la province de Ségovie dans la communauté autonome de Castille-et-León en Espagne.